# Zhang Jinjing
Zhang Jinjing (kinesiska: 張 京津), född den 1 november 1977, är en kinesisk gymnast.
Han tog OS-silver i lagmångkampen i samband med de olympiska gymnastiktävlingarna 1996 i Atlanta.